# بايرون سميث
بايرون سميث (بالإنجليزية: Byron Smith)‏ هو لاعب غولف أمريكي، ولد في 7 مارس 1981 في بالم سبرينغس في الولايات المتحدة.

## وصلات خارجية
- بايرون سميث على موقع رابطة لاعبي الغولف المحترفين (الإنجليزية)
- بايرون سميث على موقع التصنيف العالمي الرسمي للغولف (الإنجليزية)